# Кайс (Садик)
Епископ Кайс Садик (араб. الاسقف قيس صادق‎; род. 1954, Амман) — епископ Антиохийской православной церкви, епископ Эрзурумский, викарий патриарха Антиохийского.

## Биография
Родился в 1954 году в столице Иордании Аммане в православной семье. Его отцом был Фуад бин Жорж Садик, который был крещён в церкви святого Сергия и Вакх в Кусбе, Аль-Кура, деревне его родителей, бабушек и дедушек, а его мать была родом из Рамлет-Аль-Байды (Палестины). В 1972 году окончил среднюю школу Тадж в Аммане с общим иорданским дипломом о среднем образовании по литературе.
В июне 1972 года впервые приехал в Баламанд из Иордании, чтобы принять участие в летних учебных семинарах, проводимых православным молодёжным движением и встретился там в том числе с Мишелем Кириакосом (будущим митрополитом Ефремом), Хани Язиджи (будущим Патриархом Иоанном X), члены Священного Синода Антиохийского патриархата и старшие члены молодёжного движения. Два месяца спустя, он поступил в качестве студента в Богословский институт святого Иоанна Дамаскина, ректором которого был митрополит Латтакийский Игнатий (Хазим) (будущий патриарх Игнатий IV). Вместе с ним там учились будущее митрополиты Илия Кфури, Самих Мансур, Георгий Абу-Захам и Павел Бендали.
Однако в Баламанде он проучился недолго. По собственному признанию, «я покинул Баламанд до конца первого семестра и отправился в Бухарест, чтобы получить богословское образование в его богословском институте в качестве студента из Антиохийского Патриархата». По благословению Патриарха Румынского Юстиниана и через Синдесмос он получил стипендию для обучения в Богословском институте Университетской степени в Бухаресте. Греческий епископ Диодор (Каривалис), представитель Иерусалимского Патриархата в Аммане и будущий патриарх Иерусалимский, обладающий в юрисдикции арабскими православными верующими в Иордании, отказался предоставить ему благословение, необходимое для продолжения учёбы за рубежом, утверждая, что у Иерусалимского Патриархата было достаточно священников. Патриарх Румынский Юстиниан понимал конфликтную пастырскую ситуацию на территории Иерусалимского патриархата и приняла на учёбу Кайса Садика без необходимой рекомендации, считая его членом Антиохийского патриархата, что спровоцировало протест патриарха Иерусалимского Венедикта I. Канонический конфликт впоследствии исчез из-за того, что Румынский Патриархат и патриархат Антиохии приняли единую позицию в этом вопросе. Кайс Садик прибыл в Румынию в январе 1973 года и получил образование в Богословском институте университетской степени в Бухаресте, получив степень лиценциата богословия в 1977 году, а затем звание доктора в практической теологии и канонического права в 1982 году.
В 1982 году Каис Садик вернулся в Ливан и был назначен профессором практической теологии и канонического права в Баламандского университета, проработав в таком качестве до 1990 года. 14 сентября 1986 года в Кафедральном соборе святого Креста в Дамаске Патриарх Антиохийский Игнатий IV рукоположил его в сан диакона в состоянии целибата, а 14 сентября 1988 года в том же Соборе — в сан священника. 11 марта 1990 года он был возведён в сан архимандрита и назначен консультативным судьёй духовного апелляционного суда в Дамаске и начальником Отдела внешних связей Антиохийского (1990—1995). 6 мая 1992 года он был назначен настоятелем церкви Святого Георгия в Дамаске и священником румынского православного сообщества в Дамаске.
С благословения патриарха Антиохийского Игнатия IV вернулся в Амман, чтобы стать консультантом в управлении наследного принца Иордании по делам христиан (1995—1999). В 1996 году он основал Центр экуменических исследований в Аммане, который он возглавлял в течение длительного времени. По его словам, «мы стремимся повышать уровень религиозной образованности наших прихожан-арабов, находящихся под гнётом обстоятельств, имеющих место в Иерусалимской Церкви. Увы, многие верующие справедливо жалуются на то, что Иерусалим полностью находится в руках у греков, которые, в свою очередь, предпочитают миссии и служению арабскому народу преследование собственных целей, нам непонятных». Он представлял Королевство Иордания на различных конференциях, организованных ЮНЕСКО и ЮНИСЕФ, и посетил в качестве представителя Антиохийского Патриархата более 92 стран, «где на постоянной основе проживают сыны и дочери арабского Востока». Он опубликовал многочисленные исследования и статьи как по богословским, так и по социально-политическим темам. Он участвовал в борьбе с голодом, нищетой, насилием, неграмотностью и дискриминацией, награждён несколькими международными наградами, такими как премия «The Gandhi-King-Ikeda Award» (2003) и стал известен как «слуга угнетённых, маргинальных людей и страдающих на земле» (араб. خادم المهمشين المعذبين والمتألمين في الأرض‎).
В 2007 году вернулся в Румынию по случаю 30-летней встречи выпускников Бухарестского института богословской степени, а патриарх Даниил (Чоботя), его бывший коллега по докторантуре, предложил ему принять пост священника арабского православного сообщества Румынии. Ещё в 1996 году, по случаю визита в Румынию патриарха Антиохийского Игнатия IV, сообщество православных арабов в Бухаресте потребовало отправки арабоговорящего священника, чтобы заботиться о духовных и религиозных потребностях их общины. После беседы с патриархом Игнатием архимандрит Каис Садик вернулся в Румынию в мае 2008 года, чтобы узнать потребности православных арабских верующих из Иордана, Сирии и Палестины. Патриарх Даниил распорядился, чтобы Церковь Св. Спиридона в Бухаресте должен использоваться антиохийско-арабской православной общиной. С тех пор архимандрит Каис Садик периодически возвращался в Румынию раз в два-три месяца, чтобы выполнять религиозные праздничные задания и заботиться о духовных потребностях ОБЩИНЫ. В 2015 году было, по словам Кайса (Садика), «в одном Бухаресте проживает около 150 арабских православных семей, а по территории страны рассеяно ещё более 50 семей».
8 октября 2014 года Священный Синод Антиохийского Патриархата, собравшийся на заседании в Баламандском монастыре в Ливане, избрал архимандрита Кайса Садика патриаршим викарным епископом с титулом «Эрзурумский». 23 ноября 2014 года в церкви монастыря Святой Девы Марии в Баламанде состоялась его епископская хиротония, которую совершили: Патриархом Антиохийский Иоанн X, Хомский и прилежащих земель Георгий (Абу-Захам), митрополит Бострийский, Хауранский, Джабал-аль-Арабский Савва (Эсбер), епископ Плоештский Варлаам (Мертикарю) (Румынский Патриархат), епископ Тартусский Афанасий (Фахд), епископ Салукийский Ефрем (Маалюли) и епископ Эмиратский Григорий (Хури-Абдулла).
24 апреля 2018 года епископ Кайс подал заявление о предоставлении румынского гражданства за особые заслуги в «защите и продвижении румынской культуры и духовности», сославшись на свой вклад в развитие отношений между странами Ближнего Востока и Румынии. Он получил румынское гражданство и принес присягу на верность Румынии 17 октября 2018 года в штаб-квартире Государственного секретариата по делам культов во время церемонии, во время церемонии, которую провел президент Национального управления по делам гражданства Андрей Тину. На церемонии присутствовали секретарь культовое государство Виктор Опаский, викарий Патриарха Румынского епископ Плоештский Варлаам, бывшие дипломатические представители Румынии на Ближнем Востоке и т. д. Президент Национального органа по гражданству и государственный секретарь по культам подчеркнули усилия Антиохийского епископа по укреплению отношений между Румынской православной церковью и православными церквями Ближнего Востока, особенно с Антиохийской Церковью, а епископ заявил по этому случаю, что Румыния стала для него «вторым домом и второй семьёй».